# Piz Caschleglia
Piz Caschleglia är en bergstopp i Schweiz.   Den ligger i regionen Surselva och kantonen Graubünden, i den sydöstra delen av landet, 120 km öster om huvudstaden Bern. Toppen på Piz Caschleglia är 2 936 meter över havet, eller 499 meter över den omgivande terrängen. Bredden vid basen är 4,7 km.
Terrängen runt Piz Caschleglia är huvudsakligen bergig. Runt Piz Caschleglia är det mycket glesbefolkat, med 5 invånare per kvadratkilometer.. Närmaste större samhälle är Disentis, 7,1 km nordväst om Piz Caschleglia. 
Trakten runt Piz Caschleglia består i huvudsak av gräsmarker.